# Dörentrup
Dörentrup település Németországban, azon belül Észak-Rajna-Vesztfália tartományban. Lakosainak száma 7682 fő (2023. december 31.). Dörentrup Kalletal, Extertal, Barntrup, Blomberg és Lemgo községekkel határos.

## Fekvése
Lemgótól keletre fekvő település.

## Története
A város kedvelt kiránduló és üdülőhely, a környék nagy erdői, vizekben gazdag völgyei, csendje az ide látogatóknak valódi felfrissülést, pihenést kínálnak.

## Népesség
A település népességének változása:
| Lakosok száma | 8269 | 7970 | 7738 | 7720 | 7630 | 7660 | 7682 |
|               | 1975 | 2015 | 2017 | 2019 | 2021 | 2022 | 2023 |